# Hiéroglyphe égyptien K2
Le hiéroglyphe égyptien K2 (Labeobarbus bynni) est classifié dans la section K « Poissons et parties de poissons » de la liste de Gardiner ; il y est noté K2.

## Représentation
Il représente un Labeobarbus bynni (en) appelé Niger barb en anglais. 

## Utilisation
| b | w | t · K2 |

| b | w | t · K2 |